# 戈森多夫
戈森多夫（德語：Gossendorf）是奥地利施泰尔马克州的一个旧市镇，属于东南施泰尔马克县。该旧市镇总面积为9.35平方千米，截至2016年1月1日总人口为907人。2015年1月1日，戈森多夫与临近的5个市镇并入市镇费尔德巴赫。